# Cathy Pill
Pour les articles homonymes, voir Pill (homonymie).
Cathy Pill, née à Anvers en 1981, est une designer belge pour A. F. Vandervorst et Vivienne Westwood.

## Parcours
Après avoir remporté plusieurs prix, dont, en 2003, la Collection de l’Année au concours It’s-Two à Trieste, en 2005 deux prix de la Fondation Pierre Bergé et Yves Saint Laurent et de la maison de Mode Yves Saint-Laurent aux concours ANDAM en France, le prix Fabio Inghirami en Italie et le prix Modo Bruxellae en Belgique, Cathy Pill a lancé sa première collection de prêt-à-porter pendant la Semaine de la Mode à Paris en octobre 2005.
Sa première collection de printemps-été 2006, intitulée Blink, a réuni des modèles inspirés de l’Art nouveau.
La collection a été présentée dans la section Les Arts Décoratifs du Louvre[réf. souhaitée].
Cathy Pill effectue du conseil pour d’autres maisons de mode et a créé des costumes pour l’opéra Frühlings Erwachen au Théâtre Royal de La Monnaie[réf. souhaitée].